# Scopulariopsis croci
Scopulariopsis croci är en svampart som beskrevs av J.F.H. Beyma 1945. Scopulariopsis croci ingår i släktet Scopulariopsis och familjen Microascaceae.   Inga underarter finns listade i Catalogue of Life.